# Fenella
El MV Fenella (III) n.º 165289 fue un buque de carga operado por la Isle of Man Steam Packet Company y el tercer barco en la historia de la empresa que llevó ese nombre. El Fenella fue construido por Ailsa Shipbuilding Company en Troon en 1951 y fue el primer barco a motor y el primer buque de carga moderno de la empresa.

## Hundimiento

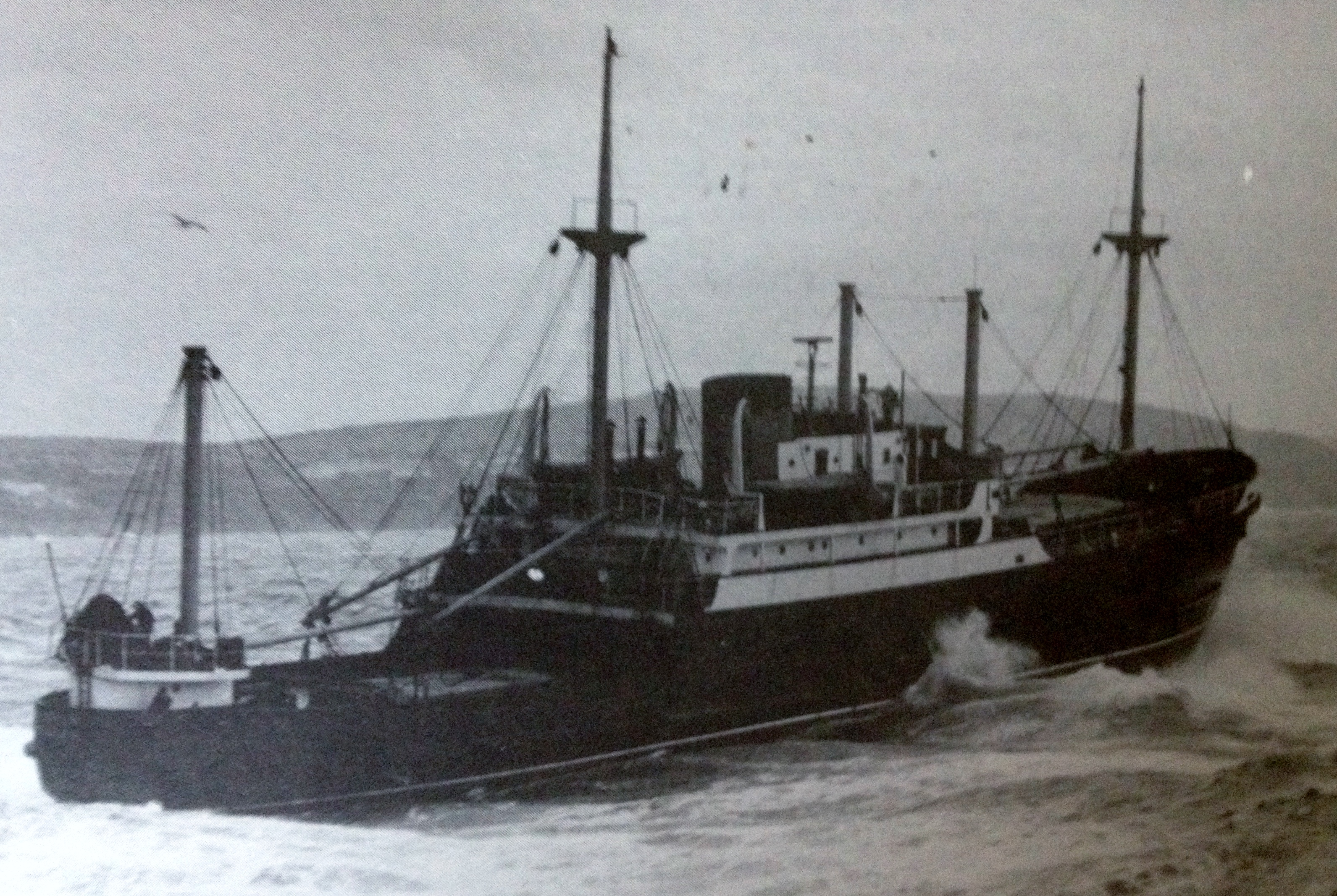
Fenella saliendo de Douglas.

El Fenella fue vendido a los propietarios griegos E. Mastichiades de Piraeus y rebautizado como Vasso M. El 2 de febrero de 1977, después de algunos años navegando en el mar Mediterráneo, se incendió y se hundió a dos millas náuticas del faro de Borolos, Damietta, cuando se dirigía de Alejandría a Yeda con un cargamento de algodón medicinal y arroz.